# Cryptocellus chiriqui
Cryptocellus chiriqui är en spindeldjursart som beskrevs av Norman I. Platnick och Mohammad U. Shadab 1981. Cryptocellus chiriqui ingår i släktet Cryptocellus och familjen Ricinoididae. Inga underarter finns listade i Catalogue of Life.